# Diccionari etimològic de la llengua russa
El Diccionari etimològic de la llengua russa (títol original en alemany: Russisches etymologisches Wörterbuch, en rus: Этимологический словарь русского языка) és actualment el diccionari etimològic més voluminós de la llengua russa. Fou redactat entre 1938 i 1950 pel científic rus-alemany Max Vasmer en alemany, i traduït al rus i actualitzat entre 1959 i 1961 pel lingüista eslavista Oleg Nikolàievitx Trubatxov.

## Història de la creació
La idea de crear un diccionari d'aquest tipus va aparèixer als anys 1910, però el treball sistemàtic del diccionari, segons el mateix autor, va començar l'any 1938. El treball en el diccionari es va complicar amb el govern del règim nazi a Alemanya, que va declarar totes les cultures tret de l'Alemanya de segona classe. A més, una quantitat important del material recollit va ser destruït durant el bombardeig aliat d'Alemanya. El primer número del diccionari es va publicar tot just el 1950 a Berlín. L'edició del diccionari, a càrrec de l'editorial Universitätsverlag Carl Winter, es va completar l'any 1958 a Heidelberg. El diccionari, que trigà uns 20 anys a completar-se, conté unes 18500 entrades.
A la dècada de 1960, el diccionari va ser traduït al rus pel famós etimòleg soviètic Oleg Trubatxov (publicat entre 1964 i 1973), que també va afegir actualitzacions al diccionari.

## Composició
En rus, en forma impresa, el diccionari existeix com a llibre de quatre volums:
- Volum 1: А - Д (A - D) (unes 4000 paraules).
- Volum 2: Е - Муж (E - Marit) (més de 4500 paraules).
- Volum 3: Муза - Сят (Musa - Syat) (unes 5500 paraules).
- Volum 4: Т - ящур (T - glossopeda) (unes 4500 paraules).

## Edicions

### 1a edició alemanya
- Vasmer, Max. Russisches etymologisches Wörterbuch. Bd. 1. A - K (en alemany). Vol. I. 1a ed. alemanya.  Heidelberg: Universitätsverlag Carl Winter, 1953.
- Vasmer, Max. Russisches etymologisches Wörterbuch. Bd. 2. L - Ssuda (en alemany). Vol. II. 1a ed. alemanya.  Heidelberg: Universitätsverlag Carl Winter, 1955.
- Vasmer, Max. Russisches etymologisches Wörterbuch. Bd. 3. Sta - Ÿ (en alemany). Vol. III. 1a ed. alemanya.  Heidelberg: Universitätsverlag Carl Winter, 1958.

### 2a edició alemanya (reimpressió)
- Vasmer, Max. Russisches etymologisches Wörterbuch. Bd. 1. A - K (en alemany). Vol. I. 2a ed. alemanya (reimpressió).  Heidelberg: Universitätsverlag Carl Winter, 1976. ISBN 9783533006657.
- Vasmer, Max. Russisches etymologisches Wörterbuch. Bd. 2. L - Ssuda (en alemany). Vol. II. 2a ed. alemanya (reimpressió).  Heidelberg: Universitätsverlag Carl Winter, 1979. ISBN 9783533006664.
- Vasmer, Max. Russisches etymologisches Wörterbuch. Bd. 3. Sta - Ÿ (en alemany). Vol. III. 2a ed. alemanya (reimpressió).  Heidelberg: Universitätsverlag Carl Winter, 1980. ISBN 9783533006671.

### 3a edició alemanya
- Vasmer, Max. Russisches etymologisches Wörterbuch. Bd. 1. A - K (en alemany). Vol. I. 3a ed. alemanya.  Heidelberg: Universitätsverlag Carl Winter, 2012. ISBN 978-3-8253-0665-6.
- Vasmer, Max. Russisches etymologisches Wörterbuch. Bd. 2. L - Ssuda (en alemany). Vol. II. 3a ed. alemanya.  Heidelberg: Universitätsverlag Carl Winter, 2017. ISBN 978-3-8253-0666-3.
- Vasmer, Max. Russisches etymologisches Wörterbuch. Bd. 3. Sta - Ÿ (en alemany). Vol. III. 3a ed. alemanya.  Heidelberg: Universitätsverlag Carl Winter, 2008. ISBN 978-3-8253-0667-0.

### 1a edició russa
- Vasmer, Max. Этимологический словарь русского языка. Том 1 (А — К) (en rus). Traducció: Oleg Nikolàievitx Trubatxov. Vol. I. 1a ed. russa.  Moscou: Прогресс, 1964.
- Vasmer, Max. Этимологический словарь русского языка. Том 2 (Е — Муж) (en rus). Traducció: Oleg Nikolàievitx Trubatxov. Vol. II. 1a ed. russa.  Moscou: Прогресс, 1967.
- Vasmer, Max. Этимологический словарь русского языка. Том 3 (Муза — Сят) (en rus). Traducció: Oleg Nikolàievitx Trubatxov. Vol. III. 1a ed. russa.  Moscou: Прогресс, 1971.
- Vasmer, Max. Этимологический словарь русского языка. Том 4 (Е — ящур) (en rus). Traducció: Oleg Nikolàievitx Trubatxov. Vol. IV. 1a ed. russa.  Moscou: Прогресс, 1973.

### 2a edició russa (estereotipada)
- Vasmer, Max. Этимологический словарь русского языка. Том 1 (А — К) (en rus). Traducció: Oleg Nikolàievitx Trubatxov. Vol. I. 2a ed. russa (estereotipada).  Moscou: Прогресс, 1986.
- Vasmer, Max. Этимологический словарь русского языка. Том 2 (Е — Муж) (en rus). Traducció: Oleg Nikolàievitx Trubatxov. Vol. II. 2a ed. russa (estereotipada).  Moscou: Прогресс, 1986.
- Vasmer, Max. Этимологический словарь русского языка. Том 3 (Муза — Сят) (en rus). Traducció: Oleg Nikolàievitx Trubatxov. Vol. III. 2a ed. russa (estereotipada).  Moscou: Прогресс, 1987.
- Vasmer, Max. Этимологический словарь русского языка. Том 4 (Е — ящур) (en rus). Traducció: Oleg Nikolàievitx Trubatxov. Vol. IV. 2a ed. russa (estereotipada).  Moscou: Прогресс, 1987.

### 3a edició russa (estereotipada)
- Vasmer, Max. Этимологический словарь русского языка. Том 1 (А — К) (en rus). Traducció: Oleg Nikolàievitx Trubatxov. Vol. I. 3a ed. russa (estereotipada).  Moscou - Sant Petersburg: Терра - Азбука, 1996. ISBN 5-7684-0021-4.
- Vasmer, Max. Этимологический словарь русского языка. Том 2 (Е — Муж) (en rus). Traducció: Oleg Nikolàievitx Trubatxov. Vol. II. 3a ed. russa (estereotipada).  Moscou - Sant Petersburg: Терра - Азбука, 1996. ISBN 5-7684-0022-2.
- Vasmer, Max. Этимологический словарь русского языка. Том 3 (Муза — Сят) (en rus). Traducció: Oleg Nikolàievitx Trubatxov. Vol. III. 3a ed. russa (estereotipada).  Moscou - Sant Petersburg: Терра - Азбука, 1996. ISBN 5-7684-0023-0.
- Vasmer, Max. Этимологический словарь русского языка. Том 4 (Е — ящур) (en rus). Traducció: Oleg Nikolàievitx Trubatxov. Vol. IV. 3a ed. russa (estereotipada).  Moscou - Sant Petersburg: Терра - Азбука, 1996. ISBN 5-7684-0024-9.

### 4a edició russa (estereotipada)
- Vasmer, Max. Этимологический словарь русского языка. Том 1 (А — К) (en rus). Traducció: Oleg Nikolàievitx Trubatxov. Vol. I. 4a ed. russa (estereotipada).  Moscou: Астрель (АСТ), 2004. ISBN 5-17-016833-0.
- Vasmer, Max. Этимологический словарь русского языка. Том 2 (Е — Муж) (en rus). Traducció: Oleg Nikolàievitx Trubatxov. Vol. II. 4a ed. russa (estereotipada).  Moscou: Астрель (АСТ), 2004. ISBN 5-17-017231-1.
- Vasmer, Max. Этимологический словарь русского языка. Том 3 (Муза — Сят) (en rus). Traducció: Oleg Nikolàievitx Trubatxov. Vol. III. 4a ed. russa (estereotipada).  Moscou: Астрель (АСТ), 2004. ISBN 5-17-018147-7.
- Vasmer, Max. Этимологический словарь русского языка. Том 4 (Е — ящур) (en rus). Traducció: Oleg Nikolàievitx Trubatxov. Vol. IV. 4a ed. russa (estereotipada).  Moscou: Астрель (АСТ), 2004. ISBN 5-17-018550-2.

### 5a edició russa (estereotipada)
- Vasmer, Max. Этимологический словарь русского языка. Том 1 (А — К) (en rus). Traducció: Oleg Nikolàievitx Trubatxov. Vol. I. 5a ed. russa (estereotipada).  Moscou: Астрель (АСТ), 2009. ISBN 978-5-17-016833-0.
- Vasmer, Max. Этимологический словарь русского языка. Том 2 (Е — Муж) (en rus). Traducció: Oleg Nikolàievitx Trubatxov. Vol. II. 5a ed. russa (estereotipada).  Moscou: Астрель (АСТ), 2009. ISBN 978-5-17-017231-3.
- Vasmer, Max. Этимологический словарь русского языка. Том 3 (Муза — Сят) (en rus). Traducció: Oleg Nikolàievitx Trubatxov. Vol. III. 5a ed. russa (estereotipada).  Moscou: Астрель (АСТ), 2009. ISBN 978-5-17-018147-6.
- Vasmer, Max. Этимологический словарь русского языка. Том 4 (Е — ящур) (en rus). Traducció: Oleg Nikolàievitx Trubatxov. Vol. IV. 5a ed. russa (estereotipada).  Moscou: Астрель (АСТ), 2009. ISBN 978-5-17-018550-4.